# Cerkasivka, Iahotîn
Cerkasivka (în ucraineană Черкасівка) este un sat în comuna Supoiivka din raionul Iahotîn, regiunea Kiev, Ucraina.

## Demografie
Componența lingvistică a localității Cerkasivka
     Ucraineană (98,61%)
     Rusă (1,39%)
Conform recensământului din 2001, majoritatea populației localității Cerkasivka era vorbitoare de ucraineană (98,61%), existând în minoritate și vorbitori de rusă (1,39%).